# Paris–Roubaix Espoirs
Paris–Roubaix Espoirs eller Paris–Roubaix U23 är ett endagslopp i landsvägscykling vars första upplaga arrangerades 1967 som ett Paris–Roubaix för amatörer, Paris–Roubaix Amateurs, men 1995 gjordes det om till ett lopp för U23 (espoir[s] på franska). Liksom detta har det målgång på Vélodrome André Pétrieux i Roubaix och innehåller samma fruktade gatstenspartier, men inte lika många eftersom det bara är 160–190 km långt (elitloppet är cirka 260 km). Det ingår i UCI Europe Tour sedan starten av denna 2005 och klassificeras som 1.2U. Det gick samma dag som elitloppet 2024 (men med en något tidigare start), efter att tidigare ha gått på en annan (senare) helg än detta.
Loppet ställdes in 2020 och 2021 på grund av coronapandemin, 2013 blev det inställt på grund av finansieringssvårigheter. och 2022 blev det inget lopp på grund av säkerhetsskäl (vägarbeten och brist på banfunktionärer i anslutning till dessa).
1938 och 1939 (det vill säga just före andra världskriget bröt ut i september 1939) kördes, utöver Paris–Roubaix för professionella i april, även amatörversioner i juni, men dessa anses inte som "officiella". 
Sedan 2011 arrangeras ett lopp för allmänheten ("amatörer"), Paris–Roubaix Challenge dagen eller helgen före Paris–Roubaix. Detta skall inte blandas samman med Paris–Roubaix Espoirs eller det tidigare amatörloppet.

## Podieplaceringar
| År                          | Vinnare                      | Tvåa                       | Trea                 |          |
| --------------------------- | ---------------------------- | -------------------------- | -------------------- | -------- |
| Paris–Roubaix Amateurs      |                              |                            |                      |          |
| 1967                        | Georges Pintens              | Patrick Charron            | Walter Ricci         |          |
| 1968                        | Alain Vasseur                | Robert Bouloux             | Gérard Briend        |          |
| 1969                        | Roger Desmaret               | Régis Delépine             | Robert Mintkiewicz   |          |
| 1970                        | Enzo Mattioda                | Peter Van Straalen         | Michel Roques        |          |
| 1971                        | Louis Verreydt               | Marcel Sannen              | Antoine Bauwens      |          |
| 1972                        | Yvan Benaets                 | Louis Verreydt             | Antoine Bauwens      |          |
| 1973                        | Patrick Béon                 | Claude Behué               | René Dillen          |          |
| 1974                        | Marc Steels                  | Christian Despierres       | Carlos Cuyle         |          |
| 1975                        | Pol Verschuere               | Guy Brignet                | Rachel Dard          |          |
| 1976                        | Gérard Simonnot              | Jean-Raymond Toso          | Jacques Stablinski   |          |
| 1977                        | Michel Lloret                | Alain Deloeuil             | Paul Sherwen         |          |
| 1978                        | Alfons De Wolf               | Ronny Claes                | Alan Van Heerden     |          |
| 1979                        | Marc Madiot                  | Olivier Vantielcke         | Daniel Amardeilh     |          |
| 1980                        | Stephen Roche                | Dirk Demol                 | Michel Larpe         |          |
| 1981                        | Kenny De Maerteleire         | Alain Deloeuil             | Reimund Dietzen      |          |
| 1982                        | Rudy Rogiers                 | Alain Deloeuil             | Allan Peiper         |          |
| 1983                        | Frank Verleyen               | Bruno Wojtinek             | Pascal Campion       |          |
| 1984                        | Thierry Marie                | Ludo Adriaensen            | Denis Poisson        |          |
| 1985                        | Christian Chaubet            | Bernard Richard            | Vincent Thorey       |          |
| 1986                        | Vincent Thorey               | Carlos Malfait             | Pascal Campion       |          |
| 1987                        | Franck Boucanville           | Marc Assez                 | Bertrand Zielonka    |          |
| 1988                        | Laurent Bezault              | Nico Roose                 | Fabian Pantaglou     |          |
| 1989                        | Frédéric Moncassin           | Didier Faivre-Pierret      | Andrzej Pozak        |          |
| 1990                        | Thierry Gouvenou             | Sławomir Krawczyk          | Olaf Lurvik          |          |
| 1991                        | Eric Larue                   | Stéphane Cueff             | Czesław Rajch        |          |
| 1992                        | Pascal Chanteur              | Jimmy Delbove              | Czesław Rajch        |          |
| 1993                        | Marek Leśniewski             | Hervé Boussard             | Marc Hibou           |          |
| 1994                        | Kurt Dhont                   | Frédéric Guesdon           | Michel Lallouët      |          |
| Paris–Roubaix Espoirs (U23) |                              |                            |                      |          |
| 1995                        | Damien Nazon                 | Michel Lallouët            | Thierry Bricaud      |          |
| 1996                        | Dany Baeyens                 | Nicolas Marchal            | Christophe Barbier   |          |
| 1997                        | Marc Chanoine                | László Bodrogi             | Günther Stockx       |          |
| 1998                        | Thor Hushovd                 | Geoffrey Demeyere          | Moris Sammassimo     |          |
| 1999                        | Sébastien Joly               | Stéphane Krafft            | Markus Wilfurth      |          |
| 2000                        | Eric Baumann                 | Thomas Voeckler            | Tom Boonen           |          |
| 2001                        | Jaroslav Popovytj            | Volodymyr Bileka           | Lorenzo Bernucci     |          |
| 2002                        | Michail Viktorovich Timoshin | Yannick Talabardon         | Michael Blanchy      |          |
| 2003                        | Sergej Lagutin               | Steven De Decker           | Robby Meul           |          |
| 2004                        | Koen de Kort                 | Bastiaan Giling            | Wouter Weylandt      |          |
| 2005                        | Dmitrij Kozontjuk            | Johnny Hoogerland          | Dries Van der Ginst  |          |
| 2006                        | Tom Veelers                  | Kristoffer Gudmund Nielsen | Pieter Vanspeybrouck |          |
| 2007                        | Damien Gaudin                | Guillaume Blot             | Danilo Wyss          |          |
| 2008                        | Coen Vermeltfoort            | Giorgio Brambilla          | Laurent Beuret       |          |
| 2009                        | Taylor Phinney               | Nikola Aistrup             | Giorgio Brambilla    |          |
| 2010                        | Taylor Phinney               | Jens Debusschere           | Fabien Taillefer     |          |
| 2011                        | Ramon Sinkeldam              | Jasper Stuyven             | Jacob Rathe          |          |
| 2012                        | Bob Jungels                  | Yves Lampaert              | Thomas Scully        |          |
| 2013                        | inställt                     | inställt                   | inställt             | inställt |
| 2014                        | Mike Teunissen               | Tyler Williams             | Bas Tietema          |          |
| 2015                        | Lukas Spengler               | Jenthe Biermans            | Hugo Hofstetter      |          |
| 2016                        | Filippo Ganna                | Jenthe Biermans            | Hamish Schreurs      |          |
| 2017                        | Nils Eekhoff                 | Guillaume Millasseau       | Jordi Warlop         |          |
| 2018                        | Stan Dewulf                  | Julius van den Berg        | Thymen Arensman      |          |
| 2019                        | Tom Pidcock                  | Johan Jacobs               | Jens Reynders        |          |
| 2020                        | inställt                     | inställt                   | inställt             | inställt |
| 2021                        | inställt                     | inställt                   | inställt             | inställt |
| 2022                        | inställt                     | inställt                   | inställt             | inställt |
| 2023                        | Tijl De Decker               | Gil Gelders                | Robin Orins          |          |
| 2024                        | Tim Torn Teutenberg          | Robert Donaldson           | Robin Orins          |          |